# Muñeca de trapo
Muñeca de trapo é uma telenovela venezuelana exibida em 2000 pela Venevisión.

## Elenco
- Karina Orozco - Laura Arteaga
- Adrián Delgado - Alejandro Montesinos
- Eduardo Serrano - Eugenio Arteaga
- Rodolfo Drago - Luís Felipe Montesinos
- Rebeca González - Ernestina de Montesinos
- Anabell Rivero - Ana Karina Ballesteros
- Lourdes Martínez - Adriana Montesinos
- Marcos Campos - David
- Luciano D'Alessandro - Daniel
- Francisco Mariño - Sérgio Montesinos
- Carlos Omaña - Padre
- Esperanza Gamaz - Dona Coromoto